# Bikolski makrojezik
Bikolski makrojezik (ISO 639-3: bik), austronezijski makrojezik dio skupine srodnih bikolskih jezika šire centralnofilipinske skupine. Govore se na poluotoku Bicol na Luzonu i Filipinima, i otocima Katandwanes (Catanduanes) i Burias.
Ovaj makrojezik sastoji se od individualnih jezika albay bicolano [bhk] (povučen 18. 1. 2010 i podijeljen na buhi'non bikol [ubl]; libon bikol [lbl]; miraya bikol [rbl]; i zapadni albay bikol [fbl]), centralni bicolano [bcl], sjeverni catanduanes bicolano [cts], rinconada bikol [bto], južni Catanduanes Bicolano [bln],  
Jezici isarog agta [agk], [mt. iraya agta [atl], Iriga Bicolano [bto] i mt. iriga agta [agz], pripadaju bikolskoj skupini jezika